# NS 7300
De serie NS 7300 was een serie tenderlocomotieven van de Nederlandse Spoorwegen (NS) en diens voorgangers Maatschappij tot Exploitatie van Staatsspoorwegen (SS) en Nederlandsche Centraal-Spoorweg-Maatschappij (NCS).
Voor het tussen Zeist en Utrecht rijden van de uit vier rijtuigen en twee bagagewagens bestaande lokaaltreinen tussen Zeist en Amsterdam, werd het materieelpark van de NCS in 1905 uitgebreid met de twee locomotieven 90 en 91, gebouwd door Hohenzollern te Düsseldorf-Grafenberg. Nadat deze treinen veelal met een derde klas rijtuig minder werden gereden, kon hiervoor ook een van de locomotieven 41-50 of 81-89 gesteld worden. De 90-91 verhuisden daarna naar depot Utrecht. In 1911 werden de 90-91 overgeplaatst naar Zwolle, vanwaar zij werden ingezet naar Kampen. In 1916/1917 werd de oververhitter van het systeem Verloop vervangen door een oververhitter van het systeem Schmidt. Na de Eerste Wereldoorlog keerden de 90-91 terug naar Utrecht.
In 1919 werd de exploitatie van de NCS overgenomen door de SS, waarbij deze locomotieven in de SS-nummering werden opgenomen als 580-581.
Bij de samenvoeging het materieelpark van de SS en de HSM in 1921 kregen de locomotieven van deze serie de NS-nummers 7301-7302. De 7301 werd in 1936 afgevoerd, de 7302 volgde in 1939. Er is geen exemplaar bewaard gebleven.
| Fabrieksnummer | In dienst | NCS nummer | SS nummer | NS nummer | Uit dienst | Bijzonderheden |
| -------------- | --------- | ---------- | --------- | --------- | ---------- | -------------- |
| 1739           | 1905      | 90         | 580       | 7301      | 1936       |                |
| 1740           | 1905      | 91         | 581       | 7302      | 1939       |                |